# Sericornis arfakianus
El sedosito de las Arfak (Sericornis beccarii) es una especie de ave paseriforme de la familia Acanthizidae.
Se encuentra en Indonesia y Papúa Nueva Guinea. Su natural de hábitat son los bosques de montanos húmedos tropicales o subtropicales. No se encuentra amenazado.